# Vitanje
Vitanje (em alemão:  Weitenstein) é um município da Eslovênia. A sede do município fica na localidade de mesmo nome.